# Fort Wagner

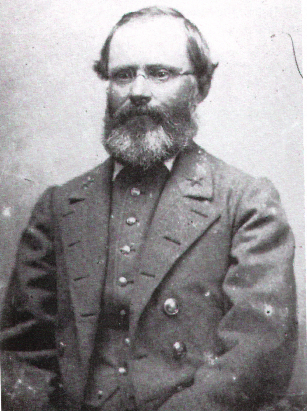
Der Erbauer: CSA-Colonel D. B. Harris

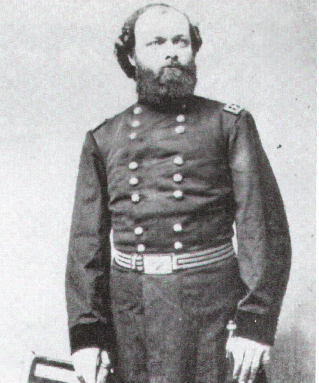
Der Angreifer: US-General Quincy Gillmore

Fort Wagner, verschiedentlich auch Battery Wagner genannt, war ein Befestigungswerk des konföderierten Heeres.
Es lag auf der Insel Morris Island in South Carolina und hatte die Aufgabe, zusammen mit den anderen Forts des Befestigungsringes um Charleston, die Einfahrt zur Bucht und zum Hafen von Charleston zu decken. Das Fort war 1863 Schauplatz von zwei Angriffen während des Sezessionskrieges als Teil der Operationen gegen Charlestons Verteidigungsanlagen.
Benannt nach dem damals bereits verstorbenen Oberstleutnant Thomas M. Wagner wurde das Fort erst nach Beginn des Sezessionskrieges durch Oberst D. B. Harris angelegt, der Angehöriger des konföderierten Ingenieurkorps war. Kommandant während der Kampfhandlungen war Oberst Robert F. Graham, Kommandeur des Verteidigungsbezirks war Brigadegeneral William B. Taliaferro.

## Befestigungen
Bei Fort Wagner handelte sich um eine nach hinten nur mit einem niedrigen Wall gesicherte Anlage aus zwei Halbbastionen mit dazwischenliegender Kurtine, die quer über die Insel gelegt, diese komplett nach Norden hin abriegelte. Die linke (östliche) Flanke des Werkes lag mit einer zusätzlichen Flesche versehen direkt am Atlantik, die rechte Schulter (eine Flanke war nicht vorhanden) lehnte sich an einen undurchdringlichen Sumpf an. Die Abmessungen betrugen etwa 250 × 100 Meter. Die aus Sand aufgeschütteten und mit Palmenstämmen und Sandsäcken verstärkten Wälle waren 10 Meter hoch und im Bereich der Kurtine mit Quertraversen versehen. Vor dem Wall lag ein 10 Meter breiter und fünf Meter tiefer Wassergraben, das Vorgelände, dessen begehbare Breite nur etwa 55 Meter betrug, war durch vergrabene Landminen und angespitzte Palmenstämme gesichert. Im Bereich der Wallsohle befanden sich sogenannte bombensichere Unterstände für 1000 Mann der insgesamt 1700 Mann starken Besatzung. Die Artilleriebestückung bestand aus 12 (andere Quellen sprechen von 14) schweren Kanonen, deren größte eine 10 inches (25,4 cm) Columbiad war. Das Geschossgewicht dieser Kanone wurde mit 128 Pfund (etwa 57 kg) angegeben.

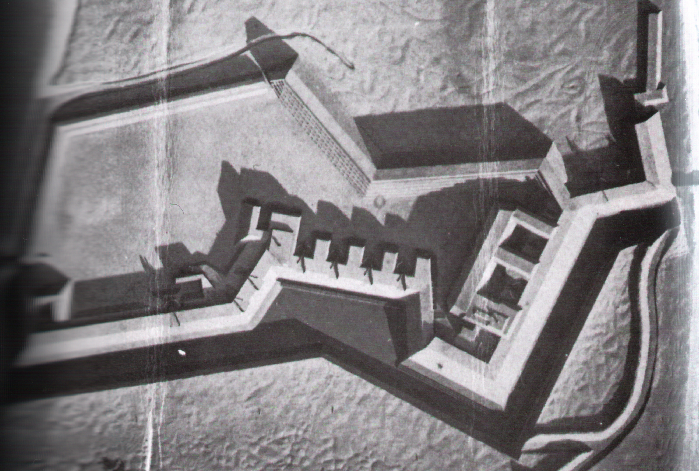
Modell von Fort Wagner

## Vorgeschichte
Im Zuge eines von der Regierung Lincolns dringend benötigten politischen Erfolges erwartete man 1863 die baldmöglichste Eroberung von Charleston. Generalmajor Henry Wager Halleck sah eine Operation gegen die Befestigungen von Charleston als erfolgversprechend und beauftragte im Juni 1863 Brigadegeneral Quincy A. Gillmore mit der Ausarbeitung eines Gesamtplanes zur Eroberung von Charleston im Rahmen einer gemeinsamen Operation des Heeres und der Marine. Gillmore, der schon erfolgreich die Belagerung von Fort Pulaski geleitet und dieses durch massives Artilleriefeuer niedergekämpft hatte, entwarf einen Plan, um in drei Schritten das Ziel der Eroberung von Charleston zu erreichen. Als erstes sollte Morris Island mit Fort Wagner und den vorgeschobenen Batterien erobert werden, dann von der Nordspitze der Insel Fort Sumter durch Fernfeuer niedergekämpft und zum Schluss Fort Moultrie zerstört werden, um so den Zugang zur Bucht von Charleston zu öffnen.

## Der Angriff
Am 10. Juli 1863 eröffnete die Unionsartillerie von der bereits im April 1863 besetzten Insel Folly Island und mit vier Ironclad-Panzerschiffen unter dem Kommando von Konteradmiral John Adolphus Bernard Dahlgren das Feuer auf die vorgeschobenen Batterien am Südende von Morris Island. Unter dem Schutz des Sperrfeuers landete eine Brigade Unionsinfanterie unter dem Kommando von Brigadegeneral George C. Strong auf Morris Island und eroberte die konföderierten Stellungen, konnte nach Norden jedoch nur bis zum Beginn des Feuerbereichs der Geschütze aus Fort Wagner vordringen.
Am Morgen des 11. Juli griff Strongs Brigade durch starken Nebel hindurch erneut an. Den Angreifern des 7. Connecticut-Infanterie-Regiments gelang über die ersten vorgeschobenen Gräben hinaus vorzudringen, der Angriff brach im Abwehrfeuer der Verteidiger zusammen. Da auch die Artillerie des Forts durch ihr Sperrfeuer das Heranbringen von Verstärkungen verhinderte, musste der Angriff abgebrochen werden.
Die Verluste der Unionstruppen betrugen 49 Gefallene, 123 Verwundete und 167 Vermisste. Die Konföderierten hatten 12 Gefallene zu verzeichnen.

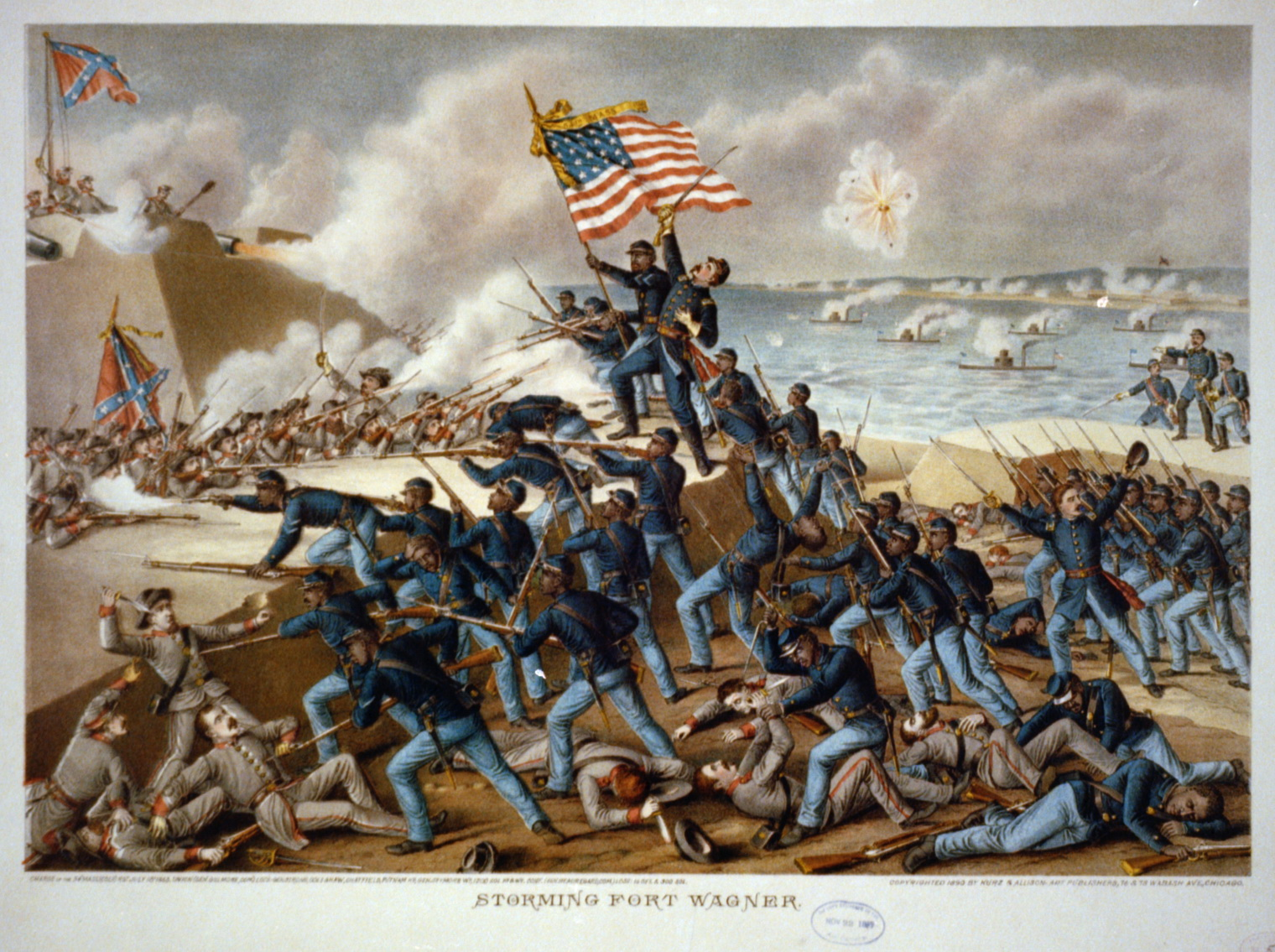
Sturm auf Fort Wagner / Tod des Colonel Shaw

Am 18. Juli 1863 begannen die Unionstruppen einen erneuten Versuch, Fort Wagner zu erobern. Die zu Beginn von Land und See durchgeführte Artillerievorbereitung schlug fehl, da die Verteidiger in den vorhandenen Unterständen Deckung suchten und daher nur minimale Verluste hatten. Daraufhin griff eine 5.000 Mann starke Brigade Fort Wagner erneut an.
Die erste Welle bestand aus dem 54. Massachusetts-Infanterie-Regiment, welches sich nahezu vollständig aus afro-amerikanischen Soldaten rekrutierte. Regimentskommandeur war Oberst Robert Gould Shaw, der diesen Angriff zu Fuß führte und dabei getötet wurde.
Stellenweise gelang es den Unionstruppen auf die Wallkrone vorzudringen, wo sie in stundenlangen Nahkämpfe verwickelt wurden. Nachdem fast alle Offiziere gefallen waren, mussten sie jedoch den Rückzug antreten.
Die Verluste der Union betrugen 1600 Mann, die der Konföderierten unter 200 Mann.
Obwohl eine taktische Niederlage, wurde die Schlacht von Fort Wagner zu einem politischen Sieg für die Union umgedeutet. Man hatte nunmehr den Wert der farbigen Soldaten erkannt, verstärkte die Rekrutierung dieser und erhielt dadurch eine nicht unerhebliche Verstärkung des Mannschaftsbestandes.
Nach den vergeblichen Angriffen mussten sich die Unionstruppen auf eine förmliche Belagerung beschränken. Nach 60 Tagen unaufhörlichen Beschusses gaben die Konföderierten das Fort am 7. September 1863 auf und zogen sich von Morris Island zurück.
Heute sind vom Fort Wagner, bedingt durch die Erosion, nur noch Reste vorzufinden.

## Rezeption
Der Angriff des 54. Massachusetts-Infanterie-Regiments ist Thema des preisgekrönten Spielfilms Glory mit Matthew Broderick als Oberst Robert Gould Shaw, Morgan Freeman und Denzel Washington, der dafür einen Oscar als bester Nebendarsteller erhielt.